# Eliot Sumner
Eliot Paulina Sumner (Pisa, 30 juli 1990) is een Britse muzikant, model en acteur. Eliot, die sinds 2015 genderneutrale voornaamwoorden gebruikt, is de zanger van de Britse band I Blame Coco. Sting is diens vader. Eliots eerste album, getiteld The Constant en uitgebracht onder de bandnaam I Blame Coco, werd op 1 oktober 2010 uitgebracht; in 2016 volgde Information, onder Eliots eigen naam. De laatste jaren maakt Eliot elektronische muziek onder de naam Vaal.

## Biografie
Sumner was amper 17 toen die een contract voor zes albums tekende bij Island Records, bekend van PJ Harvey, U2 en Amy Winehouse. In 2009 brak Eliot diens schedelbasis bij een val in een restaurant, maar herstelde. Sumner trok zich weer op gang in Zweden waar die samenwerkte met muzikanten en producers rond Robyn. Het album The Constant (2010) kreeg een warm onthaal. De band I Blame Coco - naast Eliot bestaande uit Jonny Mott (keyboard), Alexis Nunez (drums), Jonas Jalhay (gitaar) en Rory Andrew (bas) - speelde in de zomer van 2011 op Rock Werchter, maar moest het optreden voor Pukkelpop afzeggen wegens een zieke Sumner. I Blame Coco stond al twee keer in de ABclub in Brussel en trad ook op het Main Square Festival dat plaatsvond in Arras (Frankrijk) in het eerste weekend van juli 2010.
Sumner deed in 2010 verscheidene zomerfestivals in heel Europa aan en stond onder andere op Glastonbury, Latitude Festival, Benicassim en Lowlands. Sumner heeft meermalen opgetreden in Nederland en België. Op 29 november 2010 trad Eliot op in de Melkweg in Amsterdam. Op 24 maart 2011 trad die op in Tivoli in Utrecht en op 31 maart 2011 in de ABclub in Brussel.
Voor de eerste single Caesar werkte Eliot samen met de Zweedse zangeres Robyn.
Sumner staat bekend om diens lage, op diens vader gelijkende stem en diens androgyne uiterlijk en stijl.
Sumner verscheen kort als figurant in de films Me Without You (2007), Stardust (2007), maakte diens acteerdebuut in The Gentlemen, en was te zien als acteur in de films No Time To Die (2021), Infinite Storm (2022) en in de Zweedse film Vargasommar (2024).
Sumner speelde de rol van Freddie Miles in de Netflix-serie Ripley (2024).

## Privéleven
Sumner is het kind van Sting (de frontman van The Police) en Trudie Styler. Daarnaast is de muzikant Joe Sumner diens halfbroer en Jake Sumner diens broer.
Toen Sumner, die bij geboorte het geslacht vrouw toegewezen kreeg, in december 2015 gevraagd werd of die zich met een bepaald gender identificeerde, antwoordde Eliot dat die niet in genderlabels geloofde. Verder vertelde die al twee jaar te daten met het Oostenrijkse model Lucie Von Alten.
In een interview met Netflix uit april 2024, dat gaat over Netflix-serie Ripley (2024), waarin Sumner de mannelijke rol van Freddie Miles speelt, worden de voornaamwoorden hij/hem gebruikt.. Het interview vermeldt niets over een voorkeur van Sumner zelf.

## Discografie
- The Constant (8 november 2010), als I Blame Coco, cd en muziekdownload, Island Records
- The Information (22 januari 2016), Island Records
- Nosferatu (25 januari 2019), als Vaal[6], Pale Blue Dot Records (hun eigen label)
- Love Reversed (4 november 2022), als Vaal, Bedouin Records

### Singles
- Caesar (met Robyn; 2010)
- Self Machine (2010)

- Gemeinsame Normdatei: 142807192
- International Standard Name Identifier: 0000 0001 1482 4957
- MusicBrainz: 00e475f8-ada4-4c5d-b003-2f0ae23e1193
- Nationale Bibliotheek van Tsjechië: xx0130340
- Virtual International Authority File: 160937027
- WorldCat: E39PBJf49VB4pFQV6CmRh9HBfq